# Albin Dieringer
Albin Dieringer (* Februar 1889; †  3. April 1949 in Innerteuchen) war ein österreichischer Politiker (CS/VF/ÖVP). Von 1934 bis 1937 bekleidete er das Amt des Regierungskomissärs für Villach, womit er im Ständestaat die Aufgaben eines Bürgermeisters übernahm. Nach dem Zweiten Weltkrieg bekleidete er bis zu seinem Tod das Amt des Vizebürgermeisters.

## Wirken
Vor seiner kommunalpolitischen Tätigkeit war Albin Dieringer beruflich als Beamter bei den Österreichischen Bundesbahnen tätig. 1924 zog er als Kandidat der Christlichsozialen Partei in den Gemeinderat ein. Bei der Nationalratswahl 1930 kandidierte Dieringer auf dem neunten Platz der CS-Landesliste, errang jedoch kein Mandat und blieb somit in der Villacher Stadtpolitik, wo er nach den Gemeinderatswahlen des Jahres 1932 als Stadtrat für das Baureferat zuständig war. Unmittelbar nach der Gründung der Vaterländischen Front begann Dieringer 1933 im Raum Villach für dieses neue politische Organ der Bundesregierung Dollfuß aktiv zu werden. Nach den Februarkämpfen 1934 wurde die Sozialdemokratische Partei, welche die stärkste Kraft im Villacher Gemeinderat gewesen war und in Person von Gustav Pomaroli und Hans Piesch seit 1920 den Bürgermeister gestellt hatte, verboten und Bürgermeister Piesch zur Abdankung gezwungen. An seiner Stelle wurde Albin Dieringer von Landeshauptmann Ludwig Hülgerth als Regierungskomissär mit der Stadtverwaltung betreut. Bei seiner Antrittsrede ließ er keine Zweifel an der erwarteten Linientreue zur nun einzigen legalen politischen Organisation, der Vaterländischen Front:

„Ich habe nicht die Absicht, mich um die politische Überzeugung des Einzelnen zu kümmern, und ich will vorweg jede Anschauung achten, die mit dem Begriff der Vaterlandstreue sich deckt. Wenn sie mir heute soldatische Disziplin in Aussicht stellen, ist mir damit der größte Dienst erwiesen. Im Dienste politisierende Beamte und Arbeiter jedweder Richtung sind mir unwillkommen. Wenn sich aber jemand nicht in die von mir vertretene Richtung einzufügen vermag, wird er begreifen müssen, daß er einem Bessergesinnten zu weichen hat.“

Dieringers Stellvertreter war Johann Koutnik, Besitzer der Villacher Brauerei. Im Dezember 1937 musste Dieringer sich im Gemeinderat einer Bürgermeisterwahl stellen. Obwohl diese aufgrund der herrschenden Einparteiendiktatur keinesfalls modernen demokratischen Prinzipien entsprach, hatte er mit Reinhold Möbius einen Gegenkandidaten, welcher die Abstimmung mit 13 zu 11 Stimmen knapp für sich entscheiden konnte. Nach dem Ausscheiden Dieringers aus dem Amt wurden Vorwürfe über Pflichtverletzungen seinerseits bei der Aufnahme eines großen Darlehens zur Entschuldung der Stadt laut, welche jedoch von seinem Nachfolger Möbius zurückgewiesen wurden.
Nach dem Zweiten Weltkrieg gehörte Dieringer der von den britischen Besatzungstruppen eingerichteten kommissarischen Stadtregierung unter Viktor Petschnik kurzfristig als Erster Vizebürgermeister, dann als Zweiter Vizebürgermeister an. Als Bezirksparteiobmann war er am Wiederaufbau der ÖVP beteiligt. Nach der Bestätigung der kommissarischen Stadtregierung durch Wahlen im Jahr 1946 blieb Dieringer Vizebürgermeister und war für Wohnungsangelegenheiten zuständig. Er verstarb Anfang April 1949 während einer Wanderung überraschend an einem Herzinfarkt.
Neben politischen Tätigkeit war Dieringer auch in anderen kommunalen Vereinigungen aktiv. So engagierte er sich in der Villacher Abteilung des Christlichen Wirtschaftsbundes, zu dessen Vorstand er 1925 gewählt wurde, und vertrat die Anliegen seiner Partei in der Ortsgruppe des Reichsbundes der Haus- und Grundbesitzer Österreichs. Außerdem gehörte er dem Ausschuss der Villacher Sparkasse an und wurde nach seiner Einsetzung als Regierungskommissär zu dessen Vorsitzenden gewählt. Albin Dieringers langlebigstes Vermächtnis ist der Villacher Kirchtag, welcher während seiner Regierungszeit am 1. August 1936 das erste Mal stattfand und sich in den folgenden Jahrzehnten zum größten Brauchtumsfest Österreichs entwickelte. 1937 wurde Dieringer mit dem Ritterkreuz des Österreichischen Verdienstordens ausgezeichnet.